# 横田弘之
横田 弘之（よこた ひろゆき、1938年8月29日 - ）は、日本の政治家。勲等は旭日中綬章。
愛媛県議会議員（8期）、愛媛県議会議長（第95代）、地域政党愛媛維新の会代表などを務めた。

## 来歴
愛媛県宇和島市生まれ。宇和島市立明倫小学校、南宇和郡緑僧郡村立緑小学校、松山市立石井中学校、愛媛県立松山東高等学校、中央大学法学部法律学科卒業。
1964年に参議院議員の増原惠吉、1983年には衆議院議員の今井勇の秘書を務める。1991年に愛媛県議会議員選挙で立候補し、初当選した。
自由民主党に所属していたが、2010年の松山市長選挙では自民党推薦の新人候補を支持せず、野志克仁を応援したため、県連から除名処分を受ける（市長選では野志が当選）。2012年には地域政党愛媛維新の会（旧日本維新の会の友好団体だったが、後に離脱）の設立を届け出た。2020年2月には「除名後の各選挙で選挙当事者の応援をしてくれた」などとして自民党県連からの除名処分が解除され、2021年2月に復党した。
2022年には翌年の県議選に立候補せず、引退する方向で調整が進められたが、後継候補が決まらず2023年1月には一転して立候補を表明。4月の県議選では最年長の候補者となったが、次点で落選した。
2024年4月29日の春の叙勲で旭日中綬章を受章した。

## 人物

### 『私の主張―夢のある未来へ』から引用
政治の世界一筋に歩き続けて、ふと気付くと「喜寿」の年を迎えていました。今までたくさんの方々と出会い、大きな恩恵とご指導を頂き、考え方、人間形成に重大な影響を受けながら、これまで過ごしてこられたことに感謝の気持ちでいっぱいです。
　今日、私が生きてきることは、人生の節目節目に、大切な出会いのご縁があって、その方々のお力をいただき、その時々に、流れる水のように、素直に目の前に開かれた道を歩いてきて、「今」にたどり着いたような思いがいたします。
　人間には持って生まれた「分」というものがあるように思われますが、私の人生は一体何だろうと考えます。長寿の時代とはいえ、「喜寿」を迎え一応の始末を考えなければならないと思う気持ちがある一方で、「日暮れてなお道遠し」、まだまだこれからだとの思いが強く湧いてくるのをどう受け止めたらよいのでしょうか。
　そこで、政治の裏方から始まって、今、愛媛県議会議員として、自分の信念に基づき活動し、こうあるべきだと思うことを勇気を持って発言し、一つひとつを積み重ねてきたことをこの際整理し、自分のあるべき姿を見つけ出したいと考え、お世話になった方々、全てに感謝の思いを込めて、今回この小冊子を出すことにしました。
　子供の時手術をし、顔面神経を切断・麻痺した状態でありながら、生来陽気で、困ったことにぶつかっても何とかなるだろうと思う呑気さ、神経が細かいくせにくよくよしない楽天的な性格によって、普通の人には考えられない政治の世界で、山あり谷あり、波乱万丈の人生を乗り越えてきたことを、我ながら不思議に思います。金もなければ地位もない、おまけに顔面麻痺のハンディを背負いながら、素晴らしい方々に出会い、ご指導いただき、困った時に、その都度助けていただき、その積み重ねの上に今日があることをなんと感謝したらよいのか、しみじみ心に噛み締める毎日です。
　平成3年4月に初当選させていただいてから今年で県議生活23年余り、20回にわたり議会で質問させていただきました。
　その中で私なりに勉強し、信条に基づいて質問したもの、成果を得たもの、未だこれから実現を目指して行かなければならないものを選別し、「私の主張」として載せました。私の政治人生の中で培った一本の筋、信念がその中に貫かれていれば幸いだと思います。
　「松山空港に降り立ったら目の前に坊っちゃん列車が煙を吐きながら待っていて、道後温泉まで走った」と面白い夢を追い続ける政治人生でありたいと願っています。

### 出会い
- 南予明倫館（）

- 増原惠吉

- 沖野三
- 今井瑠璃男（）
- 今井勇
- 井関正孝（）
- 源田実
- 仲川幸男
- 澤田乙吉（）
- 中村時広（）